# Grain Valley
Grain Valley es una ciudad ubicada en el condado de Jackson en el estado estadounidense de Misuri. En el Censo de 2010 tenía una población de 12854 habitantes y una densidad poblacional de 817,62 personas por km².

## Geografía
Grain Valley se encuentra ubicada en las coordenadas 39°0′56″N 94°12′29″O / 39.01556, -94.20806. Según la Oficina del Censo de los Estados Unidos, Grain Valley tiene una superficie total de 15.72 km², de la cual 15.71 km² corresponden a tierra firme y (0.1%) 0.02 km² es agua.

## Demografía
Según el censo de 2010, había 12854 personas residiendo en Grain Valley. La densidad de población era de 817,62 hab./km². De los 12854 habitantes, Grain Valley estaba compuesto por el 92.61% blancos, el 2.54% eran afroamericanos, el 0.57% eran amerindios, el 0.62% eran asiáticos, el 0.13% eran isleños del Pacífico, el 1.17% eran de otras razas y el 2.35% pertenecían a dos o más razas. Del total de la población el 4.92% eran hispanos o latinos de cualquier raza.